# Противоземля
Противоземля́, Антиземля (греч. Ἀντίχθων Антихтон, также Глория, Гор) — гипотетическое космическое тело за Солнцем, постоянно находящееся на противоположной точке орбиты Земли (в точке Лагранжа L3), двигающееся синхронно находясь в орбитальном резонансе 1:1 с Землёй. Первыми гипотезу о её существовании выдвинули пифагорейцы. Согласно современным научным данным, в этой точке нет никаких небесных тел.

## Астрофизика
Гипотетическое тело, находящееся в точке L3, влияло бы своей гравитацией на орбиты других планет. Влияние тела размером порядка 150 км и более было бы достаточно сильным, чтобы быть заметным.
В 2007 году была запущена пара спутников STEREO, — их орбиты на начальной стадии работы позволяли напрямую наблюдать область точки L3. Никаких объектов там обнаружено не было.
Из законов гравитационного взаимодействия следует, что устойчивое положение космического тела относительно системы Солнце-Земля возможно только в точках Лагранжа L4 и L5. Солнце, Земля и тело, находящееся в этой точке, должны образовывать вершины равностороннего треугольника. Равновесие же в точке L3 неустойчиво, и находящееся там тело за короткое по астрономическим масштабам время должно покинуть эту область пространства.

## Древнегреческая космогония

Изображение Центрального огня (в центре схемы) Земли (Earth), Противоземли (Antichthon) и Солнца (Sun) в книге М. А. Орра «Dante and the Early Astronomers», 1913

Эту гипотетическую планету впервые придумали пифагорейцы Гикет Сиракузский и Филолай для круглого счёта, а может быть — и для объяснения солнечных затмений.
Их космогония не была ни геоцентрической, ни гелиоцентрической. Противоземля располагалась между Землей и также вымышленным Центральным огнём — очагом Вселенной, который ассоциировался с Гестией, матерью богов и матерью Вселенной.
Согласно теории пифагорейцев, с Земли Противоземля не видна, так же как не виден Центральный огонь, поскольку люди находятся только на внешней части Земли, никогда не поворачивающейся к мировому центру. Отсюда следует, что Антиземля и Земля движутся синхронно, сохраняя относительно друг друга неизменное положение. Верхняя часть мира между звездной твердью и периферическим огнём называется Олимпом; под ним идёт космос планет, солнца и луны. Вокруг центра «ведут хороводы» 10 божественных тел: небо неподвижных звёзд, пять планет, за ними Солнце, под Солнцем — Луна, под Луной — Земля, а под нею — Противоземля. Медленнее всех вращается сфера неподвижных звезд; более быстро и с постоянно возрастающей по мере приближения к центру скоростью — сферы Сатурна, Юпитера, Марса, Венеры и Меркурия.
Кроме того, согласно гипотезе, Земля всегда обращена к центру Вселенной одной стороной (подобно Луне по отношению к Земле), иначе наблюдатель был бы способен наблюдать Центральный огонь с любой точки Земли. Получалось, что вся обитаемая Ойкумена находится на обратной от Центрального огня стороне Земли и освещается его светом, отражённым от Солнца, которое не является самостоятельным источником тепла и света.

## Внеземная цивилизация
Противоземля, как место обитания инопланетной цивилизации, иногда фигурирует в научной фантастике и уфологических гипотезах. Среди контактёров, которые якобы встречались с жителями так называемой Противоземли, наиболее известен Трумен Бетурум — в своих рассказах он упоминает название этой планеты, Кларион.
До результатов зондирования теорию в поддержку существования этой гипотетической планеты выдвигал астроном К. П. Бутусов, называвший её «Глория» и предполагавший её обитаемой.

## В культуре
Глория и ее вариации фигурируют в различных фантастических произведениях:
- В научно-фантастической повести Георгия Гуревича «Прохождение Немезиды»  блуждающая планета занимает место на орбите Земли с противоположной части от Солнца.
- Противоземлёй является планета Гор, на которой происходит действие серии романов Джона Нормана.
- Терра и Антитерра — противоположные планеты в романе Владимира Набокова «Ада».
- Глория — место действия романа-антиутопии Андрея Пантелеева «Борщевик».

### Кинематограф
- В 1969 году на экраны вышел научно-фантастический фильм «Путешествие по ту сторону Солнца».
- В телесериале «Лексс» противоположную Земле точку орбиты занимает двойная планета Огонь и Вода, являющиеся вариациями ада и рая.
- В мультсериале «Непобедимый Человек-паук» Человек-паук попадает на Анти-Землю, которую населяют разумные животные, держащие людей в повиновении.